# Gracilisentinae
Sous-famille
Les Gracilisentinae sont une sous-famille de vers parasites de l'embranchement des acanthocéphales (vers à tête épineuse). Les acanthocéphales sont de petits animaux vermiformes parasites de vertébrés dont la taille varie entre 1 mm et 70 cm. Ils se caractérisent par un proboscis rétractable portant des épines courbées en arrière qui leur permet de s'accrocher à la paroi intestinale de leurs hôtes.

## Liste des genres
Selon World Register of Marine Species (17 juillet 2020) :
- genre Gorytocephalus Nickol & Thatcher, 1971
- genre Gracilisentis Van Cleave, 1919
- genre Wolffhugelia Maňé-Garzon & Dei-Cas, 1974